# Museo d'arte orientale (Torino)
Il MAO - Museo d'Arte Orientale è un museo di Torino, inaugurato nel 2008. Ubicato in pieno centro, ha sede nello storico Palazzo Mazzonis e ospita una delle raccolte artistiche asiatiche più interessanti d'Italia.
Nel 2019 ha superato quota 119.000 visitatori.

## Storia
Il MAO Museo d'Arte Orientale di Torino è tra le più recenti istituzioni museali ad inserirsi nel già copioso contesto del capoluogo piemontese.
Da tempo le istituzioni locali si interrogavano su come meglio organizzare le collezioni orientali, già precedentemente conservate nel Museo Civico d'Arte Antica e, con il contributo della Regione Piemonte, della Compagnia di San Paolo e della Fondazione Agnelli, nel corso dei primi anni Duemila si è giunti ad un ragguardevole numero di reperti. Un concreto sostegno è stato garantito anche dal Comune di Torino, che ha messo a disposizione del nascente polo museale il pregevole Palazzo Mazzonis. Il museo è stato diretto fino al 2013 da Franco Ricca, docente universitario di meccanica quantistica, da tempo appassionato cultore di arte orientale.

## L'allestimento e le collezioni

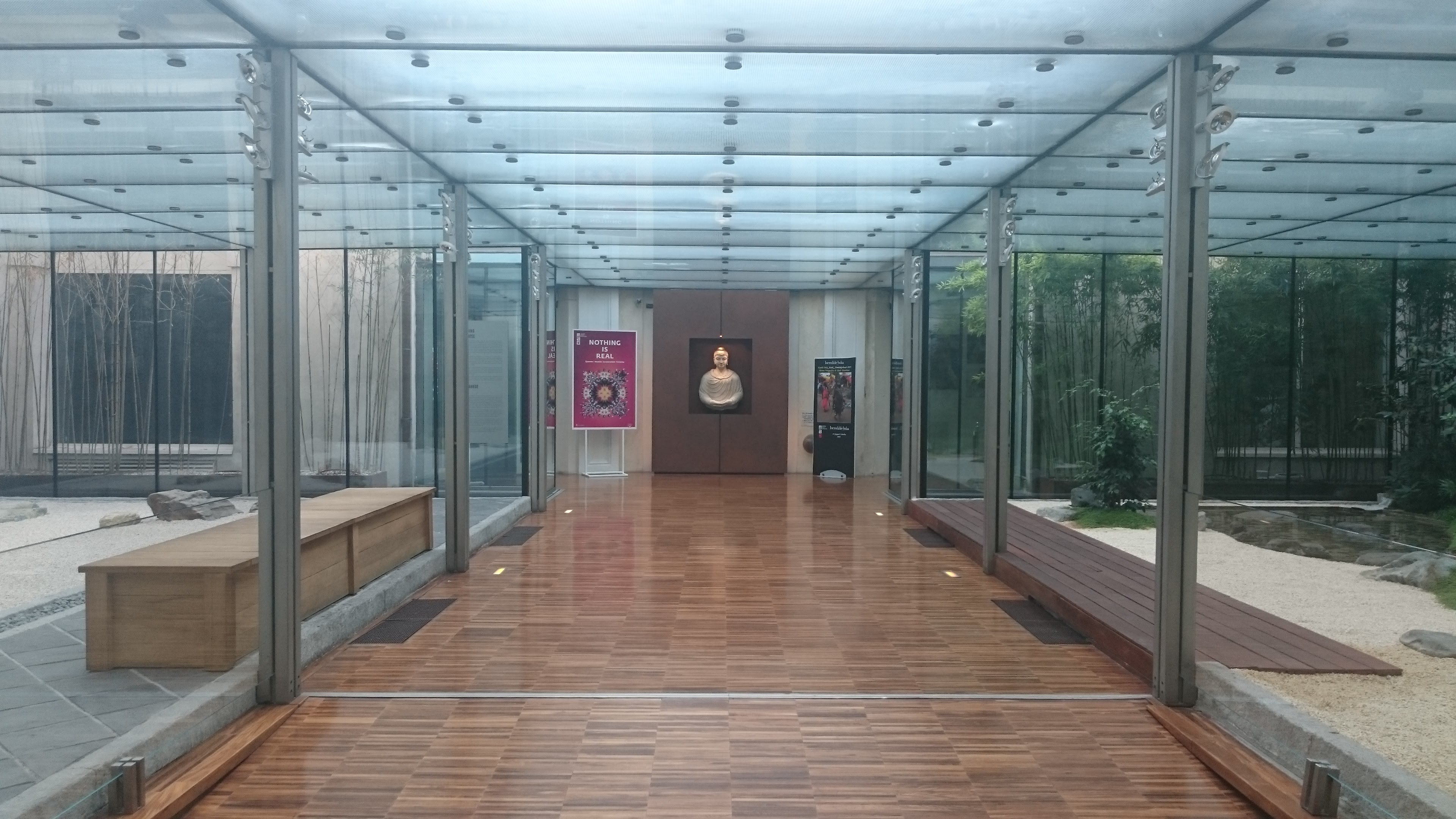
Museo d'arte orientale - Ingresso

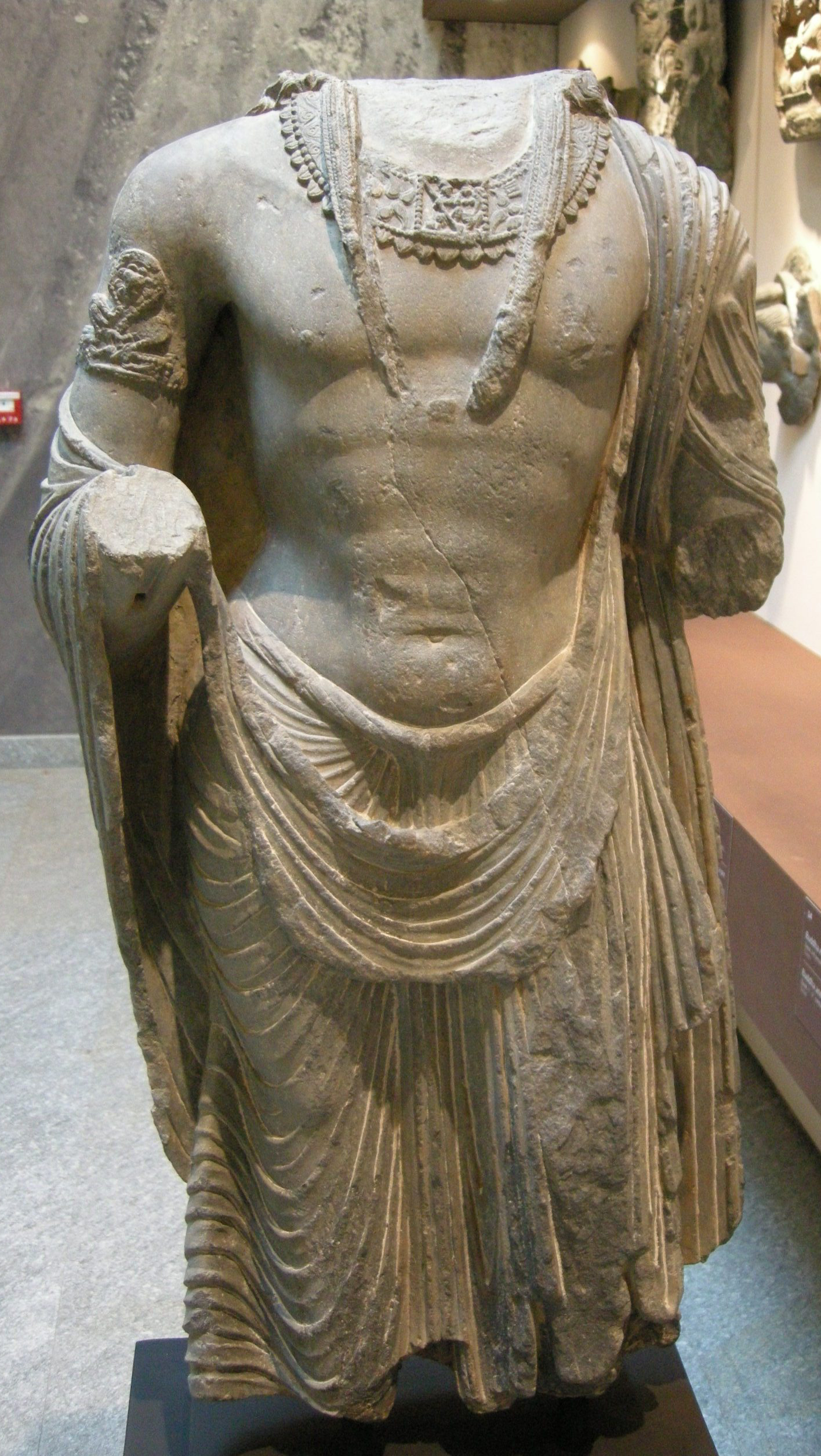
Statua del Bodhisattva stante, Pakistan settentrionale, II secolo a.C.

Frutto della necessità di fruire di un nuovo strumento per la conoscenza di mondi lontani, il MAO accoglie le collezioni orientali già precedentemente conservate nel Museo Civico d'Arte Antica ma deve molto anche al contributo dei reperti provenienti dalle collezioni della Regione Piemonte, della Compagnia di San Paolo e della Fondazione Agnelli.
È obiettivo del museo custodire e rendere note al pubblico opere emblematiche della produzione artistica orientale e divenire un accesso privilegiato a studiosi della cultura asiatica, anche con l'ausilio di iniziative specifiche.
L'allestimento interno, curato dall'architetto Andrea Bruno, prevede l'esposizione a rotazione di circa 1.500 opere, alcune di notevole rilevanza, disposte in cinque sezioni. I criteri che hanno suggerito le scelte progettuali hanno consentito di realizzare un godibile percorso museografico, malgrado la planimetria tipica di un edificio antico e quindi non sempre favorevole. L'atrio d'ingresso, in cui è stato realizzato un ampio spazio vetrato, ospita i giardini zen giapponesi, con sabbia e muschio. Attraverso uno scalone monumentale si accede alle gallerie, divise in cinque aree, caratterizzate da scelte cromatiche e stilistiche differenti, con ampio uso di legno, acciaio, vetro e una grafica museale evocativa dei luoghi di provenienza.
Il primo piano ospita le gallerie dell'Asia Meridionale, del Sud-est asiatico, della Cina e la prima parte della sezione dedicata al Giappone, mentre la seconda parte della galleria Giappone si trova al secondo piano. Al terzo piano è ubicata la galleria Himalayana, mentre il quarto piano conclude il percorso con la sala, rigorosamente verde, dedicata all'arte islamica.
A queste collezioni, che consistono in circa 2.300 opere, si aggiungono più di 1.400 reperti di scavo di periodo pre-islamico provenienti dagli scavi iracheni di Seleucia e Coche.

### Asia meridionale e sud-est asiatico
In questa sezione sono ospitate le collezioni di tre grandi aree geografico-culturali: India, Gandhara e Indocina.
India
Nelle sale dedicate all'India si trovano opere di ispirazione induista e buddhista provenienti dal Kashmir, dall'India vera e propria e dal Pakistan Orientale. Si tratta di sculture in pietra, bronzi, terrecotte e dipinti su cotone che vanno dal II sec. a.C. al XIX sec. Nelle sale destinate all'arte indiana sono collocati rilievi e sculture che mostrano esempi dell'arte Shunga, Kushana, Gupta e del Medioevo Indiano.
Gandhara
Con Gandhara si intende l'area geografica compresa fra Afghanistan e Pakistan nord-occidentale. Lo stesso termine designa però la produzione artistica di ispirazione buddhista fiorita proprio in quella zona tra il II secolo a.C. e il V sec. d.C. Nelle sale del MAO si trovano fregi del grande stūpa di Butkara, frutto degli scavi condotti negli anni '50 dalla sezione piemontese dell'IsMEO, e alcune statue in scisto, stucco e terracotta.
Sud-est asiatico
In queste sale sono collocate opere provenienti dell'area che comprende Thailandia, Birmania, Vietnam e Cambogia insieme ad alcune importanti sculture del periodo Khmer.

### Cina
Nella collezione cinese si può constatare quanto la millenaria cultura della Cina e la sua immensa estensione abbiano generato una grande varietà di rappresentazioni artistiche. Tuttavia, la coesione della sua struttura sociale e politica ha favorito l'evolversi di uno stile omogeneo e fortemente caratterizzante. La collezione comprende vasellame neolitico, esemplari di bronzi rituali e lacche dal periodo pre-imperiale alle dinastie Han e Tang.

### Giappone
La collezione giapponese svela l'unicità del connubio tra tradizione, artigianalità e sapiente conoscenza dei materiali. In questa sezione si trovano statue lignee (dal XII al XVII secolo), paraventi dal XVII al XIX secolo, tessuti, dipinti e xilografie, nonché oggetti laccati, armi e armature. La galleria giapponese è soggetta a periodiche rotazioni delle opere che coinvolgono prevalentemente tessuti, opere pittoriche e stampe.

### Himalaya
In questa suggestiva collezione si può cogliere il lato mistico del Buddhismo, che coinvolge l'arte dei suoi paesi (Bhutan, Ladakh, Nepal, Sikkim e Tibet) in tutte le sue forme: dalla scultura alla pittura, dalla scrittura all'architettura. In questa sezione si trovano sculture in legno e in metallo, strumenti rituali, dipinti a tempera (thangka) e alcune copertine lignee di testi sacri, intagliate e dipinte.

### Islam
La collezione islamica è caratterizzata da manoscritti e suppellettili provenienti da Turchia, Persia ed ex repubbliche sovietiche dell'Asia centrale, dove si evidenzia l'importanza della calligrafia. La galleria ospita velluti ottomani, ceramiche, bronzi nonché rari manoscritti persiani e copie calligrafiche del Corano.

## Palazzo Mazzonis
Già noto come Palazzo Solaro della Chiusa e dimora dell'omonima famiglia, l'edificio fu ampiamente rimaneggiato già nel Seicento e, nel 1870, divenne proprietà del Cav. Paolo Mazzonis di Pralafera, industriale tessile. A seguito di lavori di restauro egli adibì parte del palazzo a sede della Manifattura Mazzonis S.n.c., che qui rimase per quasi cent'anni. A seguito della sfavorevole congiuntura economica, l'attività cessò nel 1968 e, dopo lunghi anni di degrado, nel 1980 l'edificio fu ceduto al Comune di Torino che lo destinò ad ospitare parte degli uffici giudiziari. Nel 2001, in seguito al trasferimento di questi ultimi presso il nuovo Palazzo di Giustizia, l'edificio fu completamente restaurato e, dal 2008, è sede del MAO.